# Tor Line

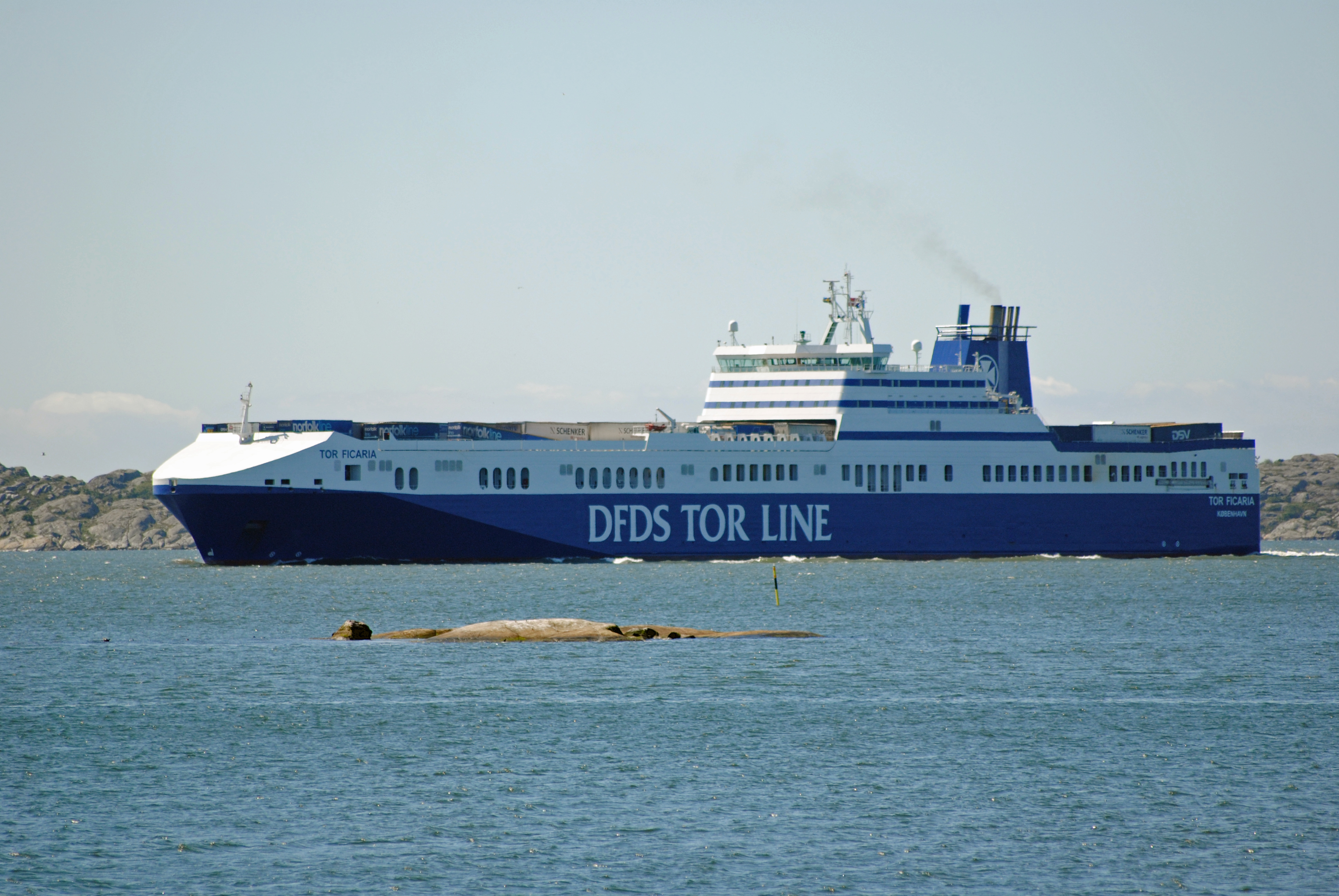
Veerboot van Tor Line

Tor Line is een voormalige Zweedse rederij die veerdiensten onderhield tussen Göteborg (Zweden), Immingham (Engeland) en Amsterdam. De naam "Tor Line" was afgeleid van de namen van de moederbedrijven Trans Oil en Rex. De Nederlandse KNSM had tot eind 1974 een belang van 25% in de rederij, evenals Bratt-Gotha. De drie Zweedse partners werden in 1967 overgenomen door het Salen concern.
Tor Line begon in 1966 te varen met de Tor Anglia. In 1967 kwam daar het zusterschip Tor Hollandia bij. In 1969 begon de rederij tevens met vrachtdiensten, waar zij zeer succesvol in zou worden.
In december 1974 besloot de KNSM haar minderheidsbelang te verkopen aan de Salen Group. Salen had al 75% van de aandelen Tor Line in handen. Salen sloot tevens een overeenkomst met de Zweedse scheepvaartmaatschappij Transatlantic, waarbij de laatste een-derde van de aandelen in de Tor Line kocht en Salen nam een tweederdebelang in de Nike Line. Tor Line en Nike Line werden samengevoegd en kregen een vloot van twaalf moderne veerschepen.
De Tor Hollandia werd in 1975 als eerste vervangen, door de grotere Tor Brittania. De Tor Anglia werd een jaar later vervangen, door de Tor Scandinavia.
In 1980 begon Tor Line een samenwerkingsverband met Sessan Linjen, waardoor de naam Sessan Tor Line ontstond.
In 1981 werd Tor Line gekocht door de Deense rederij DFDS Seaways, nadat Salen failliet ging. Vanaf dat jaar, tot 1988, voerde de rederij op de voormalige Tor Line-routes de merknaam DFDS Tor Line, maar na dat jaar verdween het "Tor"-gedeelte en kwamen alle routes onder de naam DFDS Seaways. Op 21 november 1990 veranderde de naam van de Tor Brittania in Prince of Scandinavia. Drie maanden later, op 22 februari 1991, veranderde de naam van de Tor Scandinavia in Princess of Scandinavia. De naam Tor Line verdween niet helemaal, de vrachtdiensten van DFDS Seaways en Tor Line werden namelijk gecombineerd in de rederij DFDS Tor Line, een naam die tot op heden gehandhaafd wordt. Ook gebruikt DFDS Tor Line nog steeds het voorvoegsel "Tor" voor bijna al haar schepen.